# David Sington
David Sington est un réalisateur, producteur, scénariste et acteur britannique. Il a étudié les sciences naturelles au Trinity College de Cambridge, où il a obtenu son diplôme en 1981.

## Carrière
Il a commencé sa carrière en 1982 au BBC World Service en tant que directeur de studio puis producteur de talk. En 1987, il passe à la télévision et produit par la suite huit films documentaires et deux grandes séries de films documentaires pour la BBC. En 1999, il quitte la BBC pour créer sa propre société de production DOX Productions, Ltd. Depuis, il a réalisé plusieurs téléfilms,, ainsi que sept longs-métrages documentaires.

## Vie privée
En 1987, il épouse la littéraire et écrivaine américaine Pamela Neville avec qui il collabore à un livre sur l’influence de la pensée utopique. Pamela decède en mars 2017. Le couple n’a pas eu d’enfants.

## Récompenses
En 1999, il a reçu le prix Walter Sullivan pour l’excellence en journalisme scientifique. En 2000, il est nommé membre honoraire de la Sigma Xi, The Scientific Research Society. Son film Project Poltergeist a remporté un prestigieux prix Grierson en 2004.

## Filmographie
- 2020 : A to Z: the Secret History of Writing, pour PBS, Arte et BBC (DOX Productions/Films à Cinq)[8],[9]
- 2018 : Mercury 13
- 2015 : The Fear of 13[10] (Watch Free Documentaries Online[11]) (Netflix)
- 2011 : The Flaw (animated by Peter J. Richardson)[12],[13]
- 2007 : In the Shadow of the Moon (2007)
- 2006 : Dimming of the Sun (PBS Nova)
- 2005 : Global Dimming (BBC Horizon)

## Livres
Il a coécrit les livres suivants :
- Simon Agneau et David Sington, Earth Story: The Shaping of Our World, Princeton Univ Press, septembre 1998, 256 p. (ISBN 978-0-691-00229-3)
- Pamela Neville-Sington et David Sington, Paradise Dreamed, Bloomsbury Publishing PLC, 4 novembre 1993, 256 p. (ISBN 978-0-7475-1293-6)